# Mendoncia
Genre
 Mendoncia Vell. ex Vand. est un genre de plantes à fleurs de la famille des Acanthaceae. Les espèces sont trouvées dans les régions tropicales d'Afrique et d'Amérique (en incluant le Mexique, les Comores et Madagascar).

## Liste d'espèces
Selon Catalogue of Life (9 janvier 2018) :
- Mendoncia albiflora Leonard
- Mendoncia antioquiensis D.C. Wassh.
- Mendoncia aspera (Ruiz & Pav.) Nees
- Mendoncia aurea Leonard
- Mendoncia bahiensis S.R. Profice
- Mendoncia bivalvis (L. fil.) Merrill
- Mendoncia blanchetiana S.R. Profice
- Mendoncia brenesii Standl. & Leonard
- Mendoncia caquetensis Leonard
- Mendoncia cardonae Leonard
- Mendoncia clavulus D.C. Wassh.
- Mendoncia coccinea Vell.
- Mendoncia combretoides (A. Chev. ex Hutchinson & Dalziel) Benoist
- Mendoncia cordata Leonard
- Mendoncia coriacea D.C. Wassh.
- Mendoncia costaricana Oerst.
- Mendoncia cowanii (S. Moore) R. Benoist
- Mendoncia crenata Lindau
- Mendoncia cuatrecasasii Leonard
- Mendoncia decaryi (Benoist) E.Magnaghi
- Mendoncia delphina E.Magnaghi
- Mendoncia flagellaris (Baker) Benoist
- Mendoncia garciae Leonard
- Mendoncia gigas Lindau
- Mendoncia gilgiana (Lindau) Benoist
- Mendoncia gilva Leonard
- Mendoncia glabra (Poeppig) Nees
- Mendoncia glabrescens Leonard
- Mendoncia glomerata Leonard
- Mendoncia gracilis Turrill
- Mendoncia guatemalensis Standl. & Steyerm.
- Mendoncia hitchcockii D.C. Wassh.
- Mendoncia hoffmannseggiana Nees
- Mendoncia hollenbergiae Wassh.
- Mendoncia hymenophyllacea Rizzini
- Mendoncia kely E.Magnaghi
- Mendoncia killipii Leonard
- Mendoncia klugii Leonard
- Mendoncia lasiophyta Leonard
- Mendoncia leucantha Leonard
- Mendoncia lindaviana (Gilg) Benoist
- Mendoncia lindavii Britton
- Mendoncia litoralis Leonard
- Mendoncia meyeniana Nees
- Mendoncia microchlamys Leonard
- Mendoncia mirabilis Leonard
- Mendoncia mollis Lindau
- Mendoncia multiflora Nees
- Mendoncia mutisii Leonard
- Mendoncia neblinensis D.C. Wassh.
- Mendoncia obovata Lindau
- Mendoncia odorata Leonard
- Mendoncia orbicularis Turrill
- Mendoncia pedunculata Leonard
- Mendoncia pennellii Leonard
- Mendoncia peruviana Leonard
- Mendoncia phalacra Leonard
- Mendoncia phytocrenoides (Gilg ex Lindau) Benoist
- Mendoncia pilosa (Mart.) Nees
- Mendoncia puberula (C. Martius) Nees
- Mendoncia quadrata D.C. Wassh.
- Mendoncia retusa Turrill
- Mendoncia rizziniana S.R. Profice
- Mendoncia robusta Rusby
- Mendoncia rosea Leonard
- Mendoncia rotundifolia (Poepp. & Endl.) Nees
- Mendoncia sericea Leonard ex Wassh.
- Mendoncia smithii Leonard
- Mendoncia speciosa Nees
- Mendoncia spraguei Turrill
- Mendoncia sprucei Lindau
- Mendoncia squamuligera Nees
- Mendoncia steyermarkii D.C. Wassh.
- Mendoncia tarapotana Lindau
- Mendoncia tessmannii Mildbr.
- Mendoncia tetragona Leonard
- Mendoncia tomentosa Poepp. ex Nees
- Mendoncia tonduzii Turrill
- Mendoncia tovarensis (Klotzsch & Karsten ex Nees) Leonard
- Mendoncia trichota Leonard
- Mendoncia velloziana (C. Martius) Nees
- Mendoncia villosa (Klotzsch & Karsten ex Nees) Leonard
- Mendoncia vinciflora Benoist
- Mendoncia williamsii D.C. Wassh.
- Mendoncia zarucchii D.C. Wassh.

Selon NCBI (9 janvier 2018) :
- Mendoncia aspera
- Mendoncia cowanii
- Mendoncia flagellaris
- Mendoncia glabra
- Mendoncia gracilis
- Mendoncia hoffmannseggiana
- Mendoncia lindavii
- Mendoncia litoralis
- Mendoncia phytocrenoides
- Mendoncia retusa
- Mendoncia velloziana

Selon The Plant List (9 janvier 2018) :
- Mendoncia albiflora Leonard
- Mendoncia aspera Ruiz & Pav.
- Mendoncia aurea Leonard
- Mendoncia bahiensis Profice
- Mendoncia bivalvis (L.f.) Merr.
- Mendoncia blanchetiana Profice
- Mendoncia brenesii Standl. & Leonard
- Mendoncia cardonae Leonard
- Mendoncia combretoides (A. Chev.) Benoist
- Mendoncia cordata Leonard
- Mendoncia coriacea Wassh.
- Mendoncia costaricana Oerst.
- Mendoncia cowanii (S. Moore) Benoist
- Mendoncia crenata Lindau
- Mendoncia flagellaris (Baker) Benoist
- Mendoncia gigas Lindau
- Mendoncia gilgiana (Lindau) Benoist
- Mendoncia glabra Poepp. & Endl.
- Mendoncia glomerata Leonard
- Mendoncia gracilis Turrill
- Mendoncia guatemalensis Standl. & Steyerm.
- Mendoncia hoffmannseggiana Nees
- Mendoncia hymenophyllacea Rizzini
- Mendoncia killipii Leonard
- Mendoncia klugii Leonard
- Mendoncia lasiophyta Leonard
- Mendoncia leucantha Leonard
- Mendoncia lindaviana (Gilg) Benoist
- Mendoncia lindavii Rusby
- Mendoncia litoralis Leonard
- Mendoncia meyeniana Nees
- Mendoncia mollis Lindau
- Mendoncia multiflora Poepp.
- Mendoncia neblinensis Wassh.
- Mendoncia obovata Lindau
- Mendoncia orbicularis Turrill
- Mendoncia pedunculata Leonard
- Mendoncia peruviana Leonard
- Mendoncia phalacra Leonard
- Mendoncia phytocrenoides (Gilg ex Lindau) Benoist
- Mendoncia pilosa Mart.
- Mendoncia puberula Mart.
- Mendoncia retusa Turrill
- Mendoncia rizziniana Profice
- Mendoncia robusta Rusby
- Mendoncia rotundifolia Poepp. & Endl.
- Mendoncia sericea Leonard
- Mendoncia smithii Leonard
- Mendoncia speciosa Nees
- Mendoncia spraguei Turrill
- Mendoncia sprucei Lindau
- Mendoncia squamuligera Nees
- Mendoncia steyermarkii Wassh.
- Mendoncia tarapotana Lindau
- Mendoncia tessmannii Mildbr.
- Mendoncia tomentosa Poepp. ex Nees
- Mendoncia tonduzii Turrill
- Mendoncia tovarensis (Klotzsch & H.Karst. ex Nees) Leonard
- Mendoncia trichota Leonard
- Mendoncia vellozoana Mart.
- Mendoncia villosa (Klotzsch & H.Karst. ex Nees) Leonard
- Mendoncia vinciflora Benoist
- Mendoncia williamsii Wassh.

Selon Tropicos (9 janvier 2018) (Attention liste brute contenant possiblement des synonymes) :
- Mendoncia albida Vell.
- Mendoncia albiflora Leonard
- Mendoncia antioquiensis Wassh.
- Mendoncia aspera Ruiz & Pav.
- Mendoncia aurea Leonard
- Mendoncia bahiensis Profice
- Mendoncia belizensis Standl.
- Mendoncia bivalvis (L. f.) Merr.
- Mendoncia blanchetiana Profice
- Mendoncia brenesii Standl.
- Mendoncia caquetensis Leonard
- Mendoncia cardonae Leonard
- Mendoncia ceciliae Rizzini
- Mendoncia clavulus Wassh.
- Mendoncia cleistophylla Donn. Sm.
- Mendoncia coccinea Vell.
- Mendoncia combretoides (A. Chev.) Benoist
- Mendoncia cordata Leonard
- Mendoncia coriacea Wassh.
- Mendoncia costaricana Oerst.
- Mendoncia cowanii (S. Moore) Benoist
- Mendoncia crenata Lindau
- Mendoncia cuatrecasasii Leonard
- Mendoncia decaryi (Benoist) E.Magnaghi
- Mendoncia delphina E.Magnaghi
- Mendoncia flagellaris (Baker) Benoist
- Mendoncia floribunda Benoist
- Mendoncia fluva Lindau
- Mendoncia fulva Lindau
- Mendoncia garciae Leonard
- Mendoncia gigas Lindau
- Mendoncia gilgiana (Lindau) Benoist
- Mendoncia gilva Leonard
- Mendoncia glaberrima Rizzini
- Mendoncia glabra Poepp. & Endl.
- Mendoncia glabrescens Leonard
- Mendoncia glomerata Leonard
- Mendoncia gracilis Turrill
- Mendoncia guatemalensis Standl. & Steyerm.
- Mendoncia hirsuta Poepp. & Endl.
- Mendoncia hirta Mart.
- Mendoncia hitchcockii Wassh.
- Mendoncia hoffmannseggiana Nees
- Mendoncia hollenbergiae Wassh.
- Mendoncia hymenophyllacea Rizzini
- Mendoncia iodioides (S. Moore) Heine
- Mendoncia kely E.Magnaghi
- Mendoncia killipii Leonard
- Mendoncia klugii Leonard
- Mendoncia lasiophyta Leonard
- Mendoncia letestui Benoist
- Mendoncia leucantha Leonard
- Mendoncia lindaviana (Gilg) Benoist
- Mendoncia lindavii Rusby
- Mendoncia litoralis Leonard
- Mendoncia madagascariensis Radlk.
- Mendoncia mello-barretoana Steyerm.
- Mendoncia meyeniana Nees
- Mendoncia microchlamys Leonard
- Mendoncia minutissima Leonard
- Mendoncia mirabilis Leonard
- Mendoncia mollis Lindau
- Mendoncia multiflora Nees
- Mendoncia mutisii Leonard
- Mendoncia neblinensis Wassh.
- Mendoncia obovata Lindau
- Mendoncia odorata Leonard
- Mendoncia orbicularis Turrill
- Mendoncia pedunculata Leonard
- Mendoncia pennellii Leonard
- Mendoncia perrottetiana Nees
- Mendoncia peruviana Leonard
- Mendoncia phalacra Leonard
- Mendoncia phytocrenoides Benoist
- Mendoncia pilosa Mart.
- Mendoncia proboscidea Mildbr.
- Mendoncia puberula Mart.
- Mendoncia quadrata Wassh.
- Mendoncia reticulata
- Mendoncia retusa Turrill
- Mendoncia riedeliana Nees
- Mendoncia rizziniana Profice
- Mendoncia robusta Rusby
- Mendoncia rosea Leonard
- Mendoncia rotundifolia Poepp. & Endl.
- Mendoncia schomburgkiana Nees
- Mendoncia schottiana
- Mendoncia schwackeana Lindau
- Mendoncia sellowiana Nees
- Mendoncia sericea Leonard ex Wassh.
- Mendoncia smithii Leonard
- Mendoncia speciosa Nees
- Mendoncia spraguei Turrill
- Mendoncia sprucei Lindau
- Mendoncia squamuligera Nees
- Mendoncia steyermarkii Wassh.
- Mendoncia tarapotana Lindau
- Mendoncia tessmannii Mildbr.
- Mendoncia tetragona Leonard
- Mendoncia tomentosa Poepp. ex Nees
- Mendoncia tonduzii Turrill
- Mendoncia tovarensis (Klotzsch & H. Karst. ex Nees) Leonard
- Mendoncia trichota Leonard
- Mendoncia velloziana Mart.
- Mendoncia villosa (Klotzsch & H. Karst. ex Nees) Leonard
- Mendoncia vinciflora Benoist
- Mendoncia williamsii Wassh.
- Mendoncia zarucchii Wassh.